# Eorsa
Eorsa és una petita illa deshabitada de les Hèbrides Interiors, situada al nord-oest d'Escòcia. Es troba al Loch na Keal, a l'oest de l'illa de Mull i a l'est d'Ulbha.

## Història
Moltes de les illes properes, incloent-hi Inch Kenneth, tenen vestigis cristians antics, els quals potser influïssin també sobre Eorsa. Va pertànyer a l'Abadia d'Iona, i fou propietat del Duc de Argyll.
Durant la Primera Guerra Mundial, l'illa s'utilitzà com a port de la marina britànica.
L'illa és l'escenari de la novel·la The Bridal Path (1952) de Nigel Tranter, portada a la pantalla gran amb el mateix nom el 1959.